# Kutjevo
Kutjevo is een stad in het district Požega-Slavonië in Kroatisch Slavonië en telde bij de volkstelling in 2001 7472 inwoners. Kutjevo werd in 1232 gesticht door cisterciënzers, die er de wijnbouw introduceerden. Sindsdien overheerst de wijnbouw (vnl. witte wijn) in de plaatselijke economie. De wijnbouw werd er vernieuwd door de 19e-eeuwse landheer Turković, die eveneens oorspronkelijke wijnsoorten hielp overleven na de druifluis-epidemie, die aan het eind van de 19e eeuw grote delen van Zuidoost-Europa teisterde.
Tijdens de Turkse overheersing in Slavonië werd het klooster verlaten. In de 17e eeuw werd het pas weer bewoond, deze keer door jezuïeten, die eveneens de wijnbouw weer ter hand namen. Zij bouwden hier in 1732 een nieuwe kerk, waarin zich schilderwerk van Anton Čebej bevindt.
Steden (gradovi): Požega · Kutjevo · Lipik · Pakrac · Pleternica

Gemeenten (općine): Brestovac · Čaglin · Jakšić · Kaptol · Velika